# Michail Romanowitsch Schura-Bura
Michail Romanowitsch Schura-Bura (russisch Михаил Романович Шура-Бура; * 21. Oktober 1918 in Parafijiwka in der damaligen Ukrainischen Volksrepublik; † 14. Dezember 2008 in Moskau) war ein sowjetisch-russischer Mathematiker, Informatiker und Hochschullehrer.

## Leben
Schura-Bura war der Sohn des Rechtsanwaltsgehilfen Roman Issajewitsch Schula-Bura, der mit seiner Familie ab 1919 in Kiew lebte.
Schura-Bura kam 1934 mit den Eltern nach Moskau. Er studierte 1935–1940 an der Lomonossow-Universität Moskau (MGU) in der Mechanik-Mathematik-Fakultät (Mechmat). Darauf unterrichtete er auch während des Deutsch-Sowjetischen Kriegs und dann bis 1947 an der Moskauer Feliks-Dzierżyński-Artillerie-Akademie, wo er auf Probleme bei ballistischen Berechnungen stieß. 1944–1947 war er Aspirant bei Pawel Alexandrow im Mathematik-Forschungsinstitut der MGU. In einer seiner Arbeiten in dieser Zeit formulierte er einen Satz der Mengentheoretischen Topologie, der als Schura-Bura-Lemma bekannt wurde. 1947 verteidigte er mit Erfolg seine Dissertation über projektive Spektren bikompakter Räume für die Promotion zum Kandidaten der physikalisch-mathematischen Wissenschaften, in der er die Lösung der von Alexandrow gestellten Aufgabe präsentierte, aus dem projektiven Spektrum den topologischen Raum zu rekonstruieren.
Ab 1947 lehrte Schura-Bura in der Physik-Technik-Fakultät der MGU, die 1951 das Moskauer Institut für Physik und Technologie (MFTI) wurde. 1947–1948 beteiligte er sich an Arbeiten zu approximativen Berechnungen im Moskauer Steklow-Institut für Mathematik der Akademie der Wissenschaften der UdSSR (AN-SSSR, seit 1991 Russische Akademie der Wissenschaften (RAN)). Mit Lasar Ljusternik, Alexander Abramow und Wiktor Schestakow verfasste er 1952 das erste sowjetische Lehrbuch der Computerprogrammierung.
Schura-Bura wurde 1953 Mitarbeiter der Abteilung für Angewandte Mathematik des Steklow-Instituts für Mathematik, die dann das von Mstislaw Keldysch geleitete Institut für Angewandte Mathematik (IPM) der AN-SSSR wurde. 1954 verteidigte er seine Doktor-Dissertation über Probleme der Lösung mathematischer Aufgaben mit einer großen Zahl von Operationen mit Erfolg für die Promotion zum Doktor der physikalisch-mathematischen Wissenschaften. Ab 1955 war er Professor des Lehrstuhls für Computermathematik der Mechmat der MGU. Im IPM berechnete er an der Spitze der Abteilung für Programmierung mit dem Computer Satellitenorbits. Die ersten Programme wurden für den Strela-Computer entwickelt. Bald wurde mit seiner Beteiligung der M-20-Röhrenrechner projektiert, der 1958 in Betrieb ging. Unter seiner Leitung wurden 1963 das Interpreter-System IS-20 und eines der ersten sowjetischen ALGOL-60-Translatoren für den M-20 geschaffen. Dann leitete er die Entwicklung der Programm-Systeme des BESM-6-Großrechners und weiterer Computerserien.
1970 wurde Schura-Bura zum Leiter des Lehrstuhls für System-Programmierung der Fakultät für Computermathematik und Kybernetik der MGU ernannt, den er bis 1993 leitete. Darauf blieb er dort als Professor.
Schura-Bura starb ab 14. Dezember 2008 in Moskau. Seine Urne steht im Kolumbarium des Donskoi-Friedhofs.

## Ehrungen, Preise
- Medaille „Sieg über Deutschland“ (1945)[4]
- Staatspreis der UdSSR (1955) für Beiträge zur sowjetischen Kernwaffenrüstuung[2]
- Orden des Roten Banners der Arbeit (1956, 1983)[4]
- Ehrenzeichen der Sowjetunion (1961)[4]
- Staatspreis der UdSSR (1978)[4]
- Leninorden (1990)[4]
- Verdienter Professor der MGU (1994)[4]
- Verdienter Wissenschaftler der Russischen Föderation (1999)[4]